# Cas Català-Ses Illetes
Cas Català-Ses Illetes (o Cas Català, también conocida como Illetes; en catalán, islotes) es una localidad perteneciente al municipio de Calviá, en la isla de Mallorca, la mayor de las Baleares (España). Es la localidad más cercana a la capital de la isla. En sus calles nace el Paseo Calviá, el cual une a los distintos núcleos del municipio en un recorrido de 32 kilómetros.  

## Historia

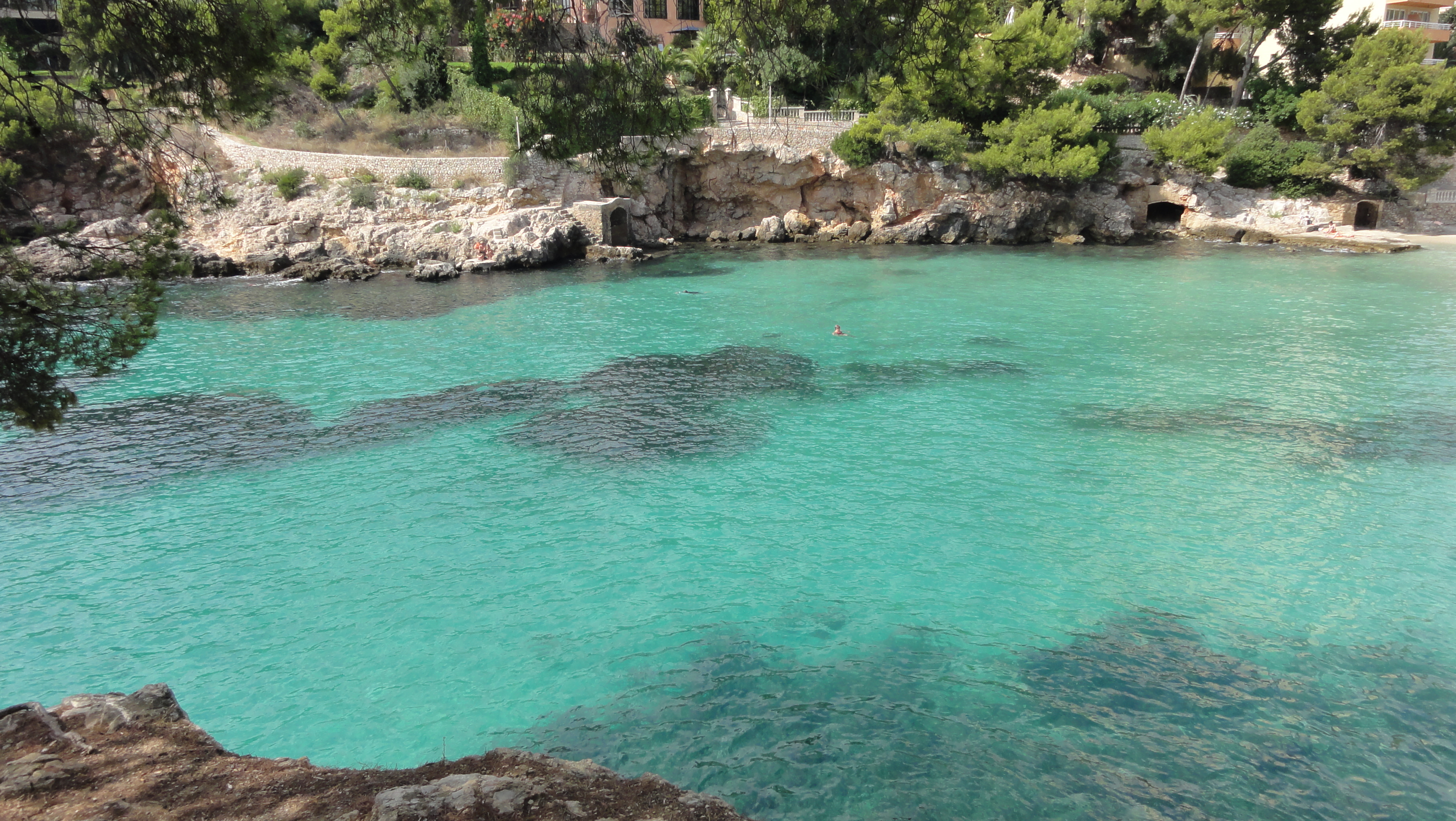
Zona costera de Illetas.

A principios de los años 50 consistió en lugar de cobijo de muchos personajes populares, tanto del cine como de la política. Entre ellos destacan los actores Errol Flynn (junto a Patricia Wymore, su última esposa), Tyrone Power, Rita Hayworth, Johnny Hallyday, Sylvie Vartan y Richard Nixon. También estuvieron alojados en uno de sus hoteles el rey Saud de Arabia Saudí y el emperador de Etiopía Haile Selassie.
En septiembre de 2011, un incendio forestal obligó a desalojar a algunos vecinos.

## Turismo

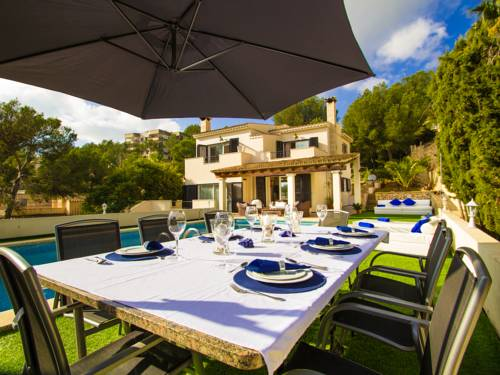
Villa Pinomar. Propiedad de la familia Del Río. Un lujoso chalet privilegiado por su cercanía a la cala Bugambilia y sus vistas al mar.

Cuenta con el Hostal Cas Català, cuya licencia de apertura es la más antigua del ayuntamiento, ya que le fue concedida en el siglo XIX. En 2007 fue remodelado y renombrado como Zhero, por ser un nombre más fácil de anunciar en Europa. A principios del siglo XX era el lugar más alejado al que se podía llegar en tranvía desde Palma, la capital de la isla.
Cuenta con playas y grandes chalets. 
Las fiestas de Cas Catalá son a mediados de septiembre, ofreciendo música, una fideuá a los vecinos y dos fiestas de espuma: infantil y juvenil.